# 蓝顶蜂鸟
蓝顶蜂鸟（学名：Eupherusa cyanophrys），是雨燕目蜂鸟科的一种鸟类。
蓝顶蜂鸟体重约4.8克，翼长约58.4毫米，嘴峰长约21.6毫米，喙宽度约2.5毫米，喙厚度约2.2毫米，跗蹠长约5.1毫米，尾长约35.8毫米。蓝顶蜂鸟在其分布区内为留鸟，其栖息在密集的高大树木组成的森林中，食性为草食性，主要食物来源是植物的花蜜。
蓝顶蜂鸟分布于墨西哥南部瓦哈卡州的米亚瓦特兰山脉。该物种是单型物种，没有亚种分化。